# Посесив
Посеси́в, також присвійний відмінок, присвійна форма (лат. casus possessivus, від possideo — «маю», «посідаю», «присвоюю») — граматична форма, що виражає ідею посідання, приналежність об'єкта суб'єкту. Це не обов'язково посідання або власність у вузькому сенсі, але й інші типи аналогічних їм відношень.
Часто посесив класифікується як відмінок, хоча в багатьох мовах присвійність може виражати родовий відмінок, а присвійні форми проходити як розряди різних частин мови (в українській — присвійні прикметники, присвійні займенники). Хоча одним зі значень родового є присвійність, у багатьох мовах на відміну від присвійного він виконує й інші граматичні функції, що робить неможливим їх ототожнення.

## Утворення
Присвійні прикметники
В українській мові звичайними присвійними суфіксами є -ин/-їн для іменників І відміни (мамин, бабусин, доччин, зозулин, Маріїн, воєводин), -ів/-їв/-ов/-єв — для ІІ (братів, дідусів, синів, татусів). Присвійні форми від слів ІІІ і IV відмін не вживані (від іменника мати утворюється форма материн). У сучасній мові ці форми проходять як прикметники і виділяються в розряд присвійних прикметників. Деякі з них, субстантивувавшись, можуть переходити в іменники (братова, синова, швагрова).
Присвійні займенники
Присвійні займенники вважаються присвійними формами відповідних особових займенників: я — мій, моя, моє, мої; ти — твій, твоя, твоє, твої; він, вона — його; вона — її; ми — наш, наша, наше, наші; ви — ваш, ваша, ваше, ваші; вони — їх, їхній, їхня, їхнє, їхні.
В ономастиці
Від присвійних форм імен і прізвиськ походять прізвища в багатьох мовах. Наприклад, колишніми присвійними формами є українські, російські, болгарські прізвища з суфіксами -ів, -їв, -ов, -єв, -ин, -ін, -їн (Іванов, Панайотов, Павлишин, Петров, Пушкін), а також жіночі форми чеських і польських прізвищ. Англійські прізвища з прикінцевим -s (Джонс, Пітерс, Вільямс) мають аналогічне походження.
Присвійні форми помітні у деяких топонімах, зокрема, в назвах стародавніх міст: Київ («город Кия»), Львів («город Льва»), Ярославль («город Ярослава»), Перемишль («город Перемисла»). Поширені присвійні суфікси і в назвах сіл (Василькове, Павлове).

## В інших мовах
В англійській мові присвійна форма, або «присвійний відмінок» (possessive, possessive case) є реліктом староанглійського родового відмінка, аналогічного відповідному німецькому. Присвійність виражається доданням (через апостроф) закінчення -s (Jane's — «Джейн», heaven's — «небесний», the boy's — «хлопчиків», those men's — «тих чоловіків»). Якщо слово закінчується на -s, додається тільки апостроф (workers' — «робітників», Jesus' — «Ісусів», the soldiers' — «солдатів», «солдатський») .
Хоча англійський посесив іноді називають «відмінком», за своєю граматичною роллю він несхожий на відмінок, наприклад, з ним можлива конструкція типу the king of Spain's («короля Іспанії»): його показник приєднується не до суб'єкта, а до іменника в означенні, що неймовірно в разі класичного розуміння відмінка.
Присвійні займенники (my, your) в англійському мовознавстві традиційно називають «присвійними прикметниками» (possessive adjectives), хоча деякі сучасні лінгвісти схильні вважати їх радше детермінаторами (чи детермінативами?). Оскільки справжнє «посідання», «власність» англійський посесив виражає тільки близько в 40 % випадків, деякі мовознавці бачать в цьому підставу вживати замість нього термін «генітив» (genitive).